# Dirk Gently. Agenzia di investigazione olistica
Dirk Gently. Agenzia di investigazione olistica (Dirk Gently's Holistic Detective Agency), tradotto anche come L'investigatore olistico Dirk Gently, è un romanzo umoristico dello scrittore britannico Douglas Adams, pubblicato a Londra da Heinemann nel 1987, in cui l'autore sfrutta con arguzia i temi di molti generi letterari, dal giallo alla fantascienza, dall'horror al fantasy. Come in molte opere che trattano di viaggi nel tempo, è difficile da classificare.
Il libro ha avuto un seguito, The Long Dark Tea-Time of the Soul, edito in Italia nel 2011 come La lunga oscura pausa caffè dell'anima, sebbene l'unico personaggio principale rimasto sia lo stesso Dirk Gently.

## Trama
Nella sua prima avventura l'investigatore Dirk Gently è alle prese con il solito caso di gatto scomparso, quando viene casualmente in contatto con un vecchio amico di college, Richard MacDuff.
Questo incontro, assieme al ritrovarsi con un vecchio professore, Reg (Urban Chronotis), lo trascina in un'avventura di delicata investigazione olistica, che comprenderà un divano irrimediabilmente incastrato sulle scale di casa dell'amico, un ricco rampollo proprietario di una casa editrice, un Monaco elettrico difettoso, il poeta romantico Samuel Taylor Coleridge e una macchina del tempo.
Gently riuscirà a risolvere i vari misteri che gli si prospettano grazie al suo metodo che sfrutta la "fondamentale interconnessione di tutte le cose", principio su cui si basa la sua peculiare tecnica di investigazione olistica.

## Personaggi
Dirk GentlyNoto anche con numerosi altri nomi, incluso Svlad Cjelli. È il titolare perennemente al verde dell'agenzia del titolo e opera sotto l'assunto dell'"interconnessione fondamentale di tutte le cose". È specializzato in gatti scomparsi e divorzi complicati. Durante la sua permanenza al college, Dirk si era fatto la fama di possedere la preveggenza negando vigorosamente di possederla.
Richard MacDuffUn giovane programmatore alle dipendenze della WayForward Technologies II, di proprietà di Gordon Way. Il suo software Anthem, in grado di convertire i libri contabili in musica, aveva avuto un successo strepitoso.
RegIl professor Urban Chronotis, Regio Professore di Cronologia, detto Reg è il vecchio tutor del collage di Richard, un fellow del St. Cedd's College di Cambridge che apparentemente non ha alcun incarico ed ha un'età "sul versante anziano del completamente indeterminato". Ha la predisposizione ad eseguire trucchi magici infantili e una pessima memoria.
Gordon WayIl padrone di WayForward, che sta facendo pressioni su Richard perché completi il progetto software, che è in ritardo sulla scadenza.
Susan WayLa sorella di Gordon Way, violoncellista professionista. È la "particolare ragazza con cui Richard non è sposato".
Il Monaco elettricoUn androide malfunzionante di un pianeta molto lontano dalla Terra. Il Monaco elettrico è un dispositivo inventato per sollevare l'uomo dallo svolgere alcuni lavori faticosi, come una lavastoviglie o un videoregistratore; i Monaci elettrici credono alle cose al posto dei proprietari, liberandoli così da quel compito sempre più oneroso. Il monaco era stato scartato dal proprietario a causa di una serie di malfunzionamenti, che gli facevano credere "qualsiasi cosa, più o meno a caso".
Michael Wenton-WeakesIl giovane direttore di un'importante rivista di arte, perennemente in perdita. Ha nascosto gli ammanchi di denaro al padre editore, ma è stato scoperto dalla madre.
Samuel Taylor ColeridgeScrittore e consumatore di laudanum. Per la trama del romanzo è stato reso un frequentatore del College di St. Cedd. I suoi poemi, Kubla Khan e Rime of the Ancient Mariner sono parte importante della trama, ma il loro significato non è spiegato completamente fino alla fine del libro.

## Altri media
- Dirk Gently è una serie televisiva britannica trasmessa su BBC Four tra il 2010 e il 2012.
- Dirk Gently - Agenzia di investigazione olistica è una serie televisiva statunitense trasmessa dal 2016 da BBC America.[1]

## Edizioni
- (EN) Douglas Adams, Dirk Gently's Holistic Detective Agency, London, Heinemann, 1987, ISBN 0-434-00900-8.
- Douglas Adams, Dirk Gently. Agenzia di investigazione olistica, traduzione di Anna Mariani, collana Mistral n° 4, Rizzoli, 1989, ISBN 88-17-69504-1.
- Douglas Adams, L'investigatore olistico Dirk Gently, traduzione di Andrea Buzzi, collana I Canguri, Giangiacomo Feltrinelli Editore, 1996, ISBN 88-07-70073-5.
- Douglas Adams, Dirk Gently, agenzia di investigazione olistica, traduzione di Andrea Buzzi, vol. 704, Piccola biblioteca Oscar, Mondadori, 2012, ISBN 978-88-04-62083-9.